# Loyal (Wisconsin)
Loyal é uma cidade localizada no estado norte-americano de Wisconsin, no Condado de Clark.

## Demografia
Segundo o censo norte-americano de 2000, a sua população era de 1308 habitantes.
Em 2006, foi estimada uma população de 1257, um decréscimo de 51 (-3.9%).

## Geografia
De acordo com o United States Census Bureau tem uma área de
3,6 km², dos quais 3,6 km² cobertos por terra e 0,0 km² cobertos por água.

## Localidades na vizinhança
O diagrama seguinte representa as localidades num raio de 24 km ao redor de Loyal.